# Imre Márton Reményi

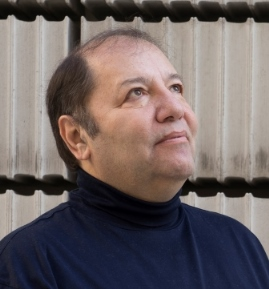
Imre Márton Reményi

Imre Márton Reményi (* 16. Juni 1950 in Budapest) ist ein  österreichischer Heldentenor. Er beendete seine zwanzigjährige Karriere als Sänger, um als Psychotherapeut und Berater zu arbeiten.

## Leben
Reményi wuchs in Budapest auf und floh 1957 mit seiner Familie nach Österreich. Nach einem Jahr Auslandsaufenthalt in Arizona als Stipendiat der Austauschorganisation für interkulturelles Lernen AFS (AFS Interkulturelle Begegnungen) begann er mit der Ausbildung zum Maschinenbauer an der TU Wien.
Kurz vor seinem Abschluss begann er als Statist an der Wiener Staatsoper. Er brach sein technisches Studium ab und studierte ab 1974 Gesang an der Wiener Musikhochschule bei Helene Karusso. Parallel dazu engagierte er sich nach wie vor im Bereich des kulturellen Austausches. So übernahm er ebenfalls im Jahr 1974 den Vorsitz von AFS, die damals rund 2500 Mitglieder umfasste. Sein Bühnenreifediplom erhielt er im Jahre 1981.
Nach knapp 20 Jahren als Heldentenor begann Reményi 1993 eine Ausbildung als Psychotherapeut, 1994 als Sexualberater und -pädagoge bei Rotraud A. Perner. Bereits 1995 begann er seine eigene Lehrtätigkeit, unter anderem als Co-Trainer von Rotraud A. Perner bei der Ausbildung von Sexualberatern. Er unterrichtete unter anderem an der Universität Wien, Sigmund Freud Privatuniversität Wien, Universität Innsbruck, Donau-Universität Krems bzw. Universität Kassel. Gemeinsam mit seiner Frau Doris Lutz gründete er die Vienna International Management School.

## Wirken
Reményis internationale Karriere als Sänger umfasste Stationen wie beispielsweise das Grand Théàtre in Genf, die Osterfestspiele in Salzburg oder das Teatro Real in Madrid.
Seine wichtigsten Rollen waren
- Leoncavallo: Canio
- Verdi: Otello
- Wagner: Siegmund, Erik, Melot
- Strauß: Bacchus (deutsch und italienisch), Aegisth
- Offenbach: Orpheus, Pluto, Ritter Blaubart
- Mozart: Oberpriester (Idomeneo), Erster Geharnischter
- Strauss: Eisenstein (deutsch und italienisch), Alfred
- Wolf-Ferrari: Donna Pasqua (Il Campiello)
- Orff: Der König (Die Kluge)

## Publikationen

### Artikel
- Karriere-Brüche. In: Gerda Mehta, Klaus Rückert (Hg.): Bindungen Brüche Übergänge. Beziehungen und ihre Veränderungen in unterschiedlichen Lebensphasen. Falter, Wien 2002, ISBN 3-85439-275-3.
- Beherrschen Sie Ihr Thema – und nicht umgekehrt! In: Nikolaus B. Enkelmann (Hg.): Die besten Ideen für erfolgreiche Rhetorik. Gabal, Offenbach 2011, ISBN 978-3-86936-238-0.
- Eine starke Persönlichkeit – was ist das und wollen Sie das überhaupt sein? In: Jörg Löhr (Hg.): Die besten Ideen für eine starke Persönlichkeit. Gabal, Offenbach 2010, ISBN 978-3-86936-108-6.